# World Filled With Love
«World Filled with Love» (с англ. — «Мир, полный любовью») — сингл британского R&B исполнителя Крейга Дэвида. Он был написан Дэвидом и Фрейзером Смитом для его второго студийного альбома Slicker Than Your Average (2002). Песня стала пятым синглом в Великобритании и четвертым в мире. Она стала первым синглом Дэвида, не попавшим в десятку лучших в Великобритании, прервав его серию из 10 последовательных хитов в первой десятке (включая два его сотрудничества с Artful Dodger), достигнув 15-го места в UK Singles Chart. В Австралии она стала его вторым самым низким синглом в чартах, тогда как во Франции это его самый низкий чарт. «World Filled with Love» был последним синглом с альбома во Франции. Ещё один сингл был выпущен как в Великобритании, так и в Австралии.

## Клип
Музыкальный клип на песню «World Filled with Love» был снят режиссёрской группой Calabazitaz.

## Список композиций
| №  | Название                                                         | Автор(ы)                    | Producer(s)                   | Длительность |
| -- | ---------------------------------------------------------------- | --------------------------- | ----------------------------- | ------------ |
| 1. | «World Filled with Love» (Radio Edit)                            | Craig David Fraser T. Smith | Smith                         | 3:43         |
| 2. | «World Filled with Love» (Miss Cherokee Remix featuring J. Gunn) | David Smith                 | David Smith Miss Cherokee [a] | 4:35         |
| 3. | «World Filled with Love» (Mentor Remix)                          | David Smith                 | David Smith Mentor [a]        | 3:23         |

| №  | Название                                             | Автор(ы)                            | Producer(s) | Длительность |
| -- | ---------------------------------------------------- | ----------------------------------- | ----------- | ------------ |
| 1. | «World Filled with Love» (Radio Edit)                | David Smith                         | Smith       | 3:42         |
| 2. | «Candle in the Wind» (Live From The Old Vic, London) | Elton John Bernie Taupin            |             | 3:33         |
| 3. | «What’s Your Flava?» (Live From Down Under)          | David Trevor Henry Anthony Marshall |             | 4:32         |

## Хит-парады
| Хит-парад (2003—2004)               | Наивысшая строчка |
| ----------------------------------- | ----------------- |
| Австралия (ARIA)                    | 32                |
| Австралия (ARIA Urban)              | 14                |
| Франция (SNEP)                      | 83                |
| Германия (GfK)                      | 94                |
| Швейцария (Schweizer Hitparade)     | 40                |
| Шотландия (OCC Scotland)            | 19                |
| Великобритания (OCC UK Singles)     | 15                |
| Великобритания (OCC UK Hip Hop/R&B) | 7                 |

## История выходов
| Страна         | Дата            | Формат | Лейбл             | Ref.   |
| -------------- | --------------- | ------ | ----------------- | ------ |
| Австралия      | 1 сентября 2003 | CD     | Wildstar Atlantic | [ 9 ]  |
| Великобритания | 13 октября 2003 | CD     | Wildstar Atlantic | [ 10 ] |